# Privor (kraj)
Privor je naziv za jugozapadni dio uskopaljske općine u gornjem toku rijeke Vrbas i pritoka Desne, Tuščice i dr. Privor se sastoji od 13 sela koja uglavnom naseljavaju Bošnjaci.
Ime Privor je srednjovjekovnog karaktera, pa je vjerojatno da se tu nalazilo jedno ili više srednjovjekovnih utvrđenja ili dvorova (pri dvoru → Pridvoru → Privoru → Privor). To potvrđuje i ime sela Pridvorci, kao i Crkvice. Oba imena iz predosmanskog razdoblja.